# Kosa (affluente della Čepca)
La Kosa (in russo Коса?) è un fiume della Russia europea nordorientale, affluente di sinistra della Čepca. Scorre nei rajon Uninskij, Falënskij, Bogorodskij e Zuevskij dell'Oblast' di Kirov.
La sorgente del fiume si trova sull'altopiano di Krasnogorsk, 7 km a nord-ovest dell'insediamento di tipo urbano di Uni; vicino alla sorgente si trova il tratto superiore del fiume Lumpun. La direzione generale della corrente è verso nord, sfocia nella Čepca a 134 km dalla foce, entro i confini dell'insediamento di tipo urbano di Kosino. La lunghezza del fiume è di 141 km, l'area del bacino è di 2 130 km².